# M-5
M-5 (znana także jako M-V lub Mu-5) – japońska rakieta nośna całkowicie zasilana paliwem stałym, ostatnia rakieta serii Mu, powstała w celu zastąpienia rakiet M-3S2. Prace nad nią zaczęły się w 1990 roku. Koszt opracowania wyniósł 15 miliardów jenów. Pierwszy start M-5 odbył się w 1997 roku, rakieta wyniosła na orbitę satelitę HALCA. Ostatni start miał miejsce w 2006 roku, wskutek czego na orbicie znalazł się satelita Hinode. Zadania M-5 ma przejąć rakieta Epsilon.

## Starty
| Data (GMT)                | Lot   | Ładunek                                           | Skutek                                 |
| ------------------------- | ----- | ------------------------------------------------- | -------------------------------------- |
| 12 lutego 1997 (04:50:00) | M-V-1 | HALCA                                             | Sukces                                 |
| 3 lipca 1998 (18:12:00)   | M-V-3 | Nozomi                                            | Sukces                                 |
| 10 lutego 2000 (01:30:00) | M-V-4 | ASTRO-E                                           | Niepowodzenie                          |
| 9 maja 2003 (04:29:25)    | M-V-5 | Hayabusa                                          | Sukces                                 |
| 10 lipca 2005 (03:30:00)  | M-V-6 | Suzaku                                            | Sukces                                 |
| 21 lutego 2006 (21:28:00) | M-V-8 | AKARI CUTE-1.7-APD SSP (żagiel słoneczny)         | Sukces SSP nie otworzył się całkowicie |
| 22 września 2006 (21:36)  | M-V-7 | Hinode (Solar-B) HIT-SAT SSSAT (żagiel słoneczny) | Sukces SSSat uległ awarii po starcie   |

Rakieta oznaczona jako M-V-2 miała posłużyć do wyniesienia sondy Lunar-A w 2004, jednak misję tę anulowano w 2007 z powodu problemów z rakietą. Skasowano również lot M-V-9, który miał wynieść sondę Planet-C (dziś znaną jako Akatsuki, wystrzeloną w 2010 przez rakietę H-IIA).

Rodzina rakiet Mu

## Konstrukcje porównywalne pod względem technologicznym
- Atena II
- Epsilon
- Minotaur IV
- Taurus
- Vega